# 日本陶器
日本陶器株式会社（にほんとうき）は、日本の陶磁器洋食器メーカーである。ノリタケカンパニーリミテド（現・ノリタケ）の子会社であり、同社の食器事業の開発・生産部門として位置づけられている。前身である株式会社ノリタケ九陶、株式会社ノリタケ伊万里とノリタケカンパニーリミテドの食器生産技術部の三者が統合して2000年（平成12年）4月1日に設立された。なお、ノリタケカンパニーリミテドは創業から1981年（昭和56年）の改名まで「日本陶器」（合名会社、後に株式会社）と名乗っていた。本稿ではこれを「旧・日本陶器」と呼ぶ。

## 前身の企業

### 株式会社ノリタケ九陶
旧・日本陶器は1965年（昭和40年）に耐熱強化磁器を開発し、これを量産する目的で1967年（昭和42年）10月18日に九州陶器株式会社を福岡県鞍手郡若宮町（現・宮若市）に設立した。1972年（昭和47年）12月1日には同じ敷地内に和食器を製造する九州乃りたけ陶芸株式会社が設立され、翌年4月には高級和食器工場も建設された。1981年（昭和56年）3月に九州陶器が同社を合併し、以降およそ500種類もの和洋食器を生産している。1993年（平成5年）7月1日に九州陶器は株式会社ノリタケ九陶に名称を変更した。

### 株式会社ノリタケ伊万里
1961年（昭和36年）に旧・日本陶器は「アイボリーチャイナ」という新しいディナーセットを発売した。これは硬度の高い硬質磁器であり、需要が増大したため1967年（昭和42年）5月31日に伊万里陶業株式会社を佐賀県伊万里市の工業団地に設立して増産にあたることになった。1979年（昭和54年）1月には高級磁器であるボーンチャイナの生産を手掛けるようになり、1982年（昭和57年）9月には旧・日本陶器からボーンチャイナの製造が全面移管された。
1987年（昭和62年）に汎用ロボットシステムを組み込んだ全自動成型ラインが採用され、1993年（平成5年）7月1日に伊万里陶業は株式会社ノリタケ伊万里に名称を変更した。なおアイボリーチャイナの生産は同じノリタケグループのノリタケ曽根やノリタケ日窯（共に後のノリタケ東濃、2001年3月31日に会社清算）が担当するようになり、さらに1995年（平成7年）からノリタケフィリピンに生産が移管された。

## 日本陶器設立
株式会社ノリタケ九陶、株式会社ノリタケ伊万里、およびノリタケカンパニーリミテド・食器生産技術部の三者が統合して2000年（平成12年）4月1日に日本陶器株式会社が設立された。ノリタケカンパニーリミテドの前身名である「日本陶器」という名称を採用したのは、かつての食器事業の盛況を取り戻すという目標を表していたと言われる。この合併に伴い、絵付け用の転写紙の製造がノリタケカンパニーリミテド三好工場から日本陶器の伊万里、若宮事業所に移管された。これによってノリタケ本社は食器の製造部門を持たなくなった。
2001年（平成13年）9月28日には硬質陶器を製造していたノリタケ井出を吸収し、日本陶器の加賀事業所とした。現在、ノリタケグループの食器生産は日本陶器と大倉陶園、ノリタケフィリピン、ノリタケランカポーセレンの4社が担当しており、組織集約による合理化が進んでいる。
2009年（平成21年）10月1日、親会社であるノリタケカンパニーリミテドに吸収合併された。